# Zeale dubia
Zeale dubia är en skalbaggsart som beskrevs av Maria Helena M. Galileo och Martins 1997. Zeale dubia ingår i släktet Zeale och familjen långhorningar. Inga underarter finns listade i Catalogue of Life.